# M.Ganganahalli, Turuvekere
M.Ganganahalli là một làng thuộc tehsil Turuvekere, huyện Tumkur, bang Karnataka, Ấn Độ.